# La aventura del tocador de señoras
La aventura del tocador de señoras es una novela de Eduardo Mendoza publicada en 2001. Continúa la trama iniciada en El misterio de la cripta embrujada y El laberinto de las aceitunas. Es una parodia del género policiaco.

## Argumento

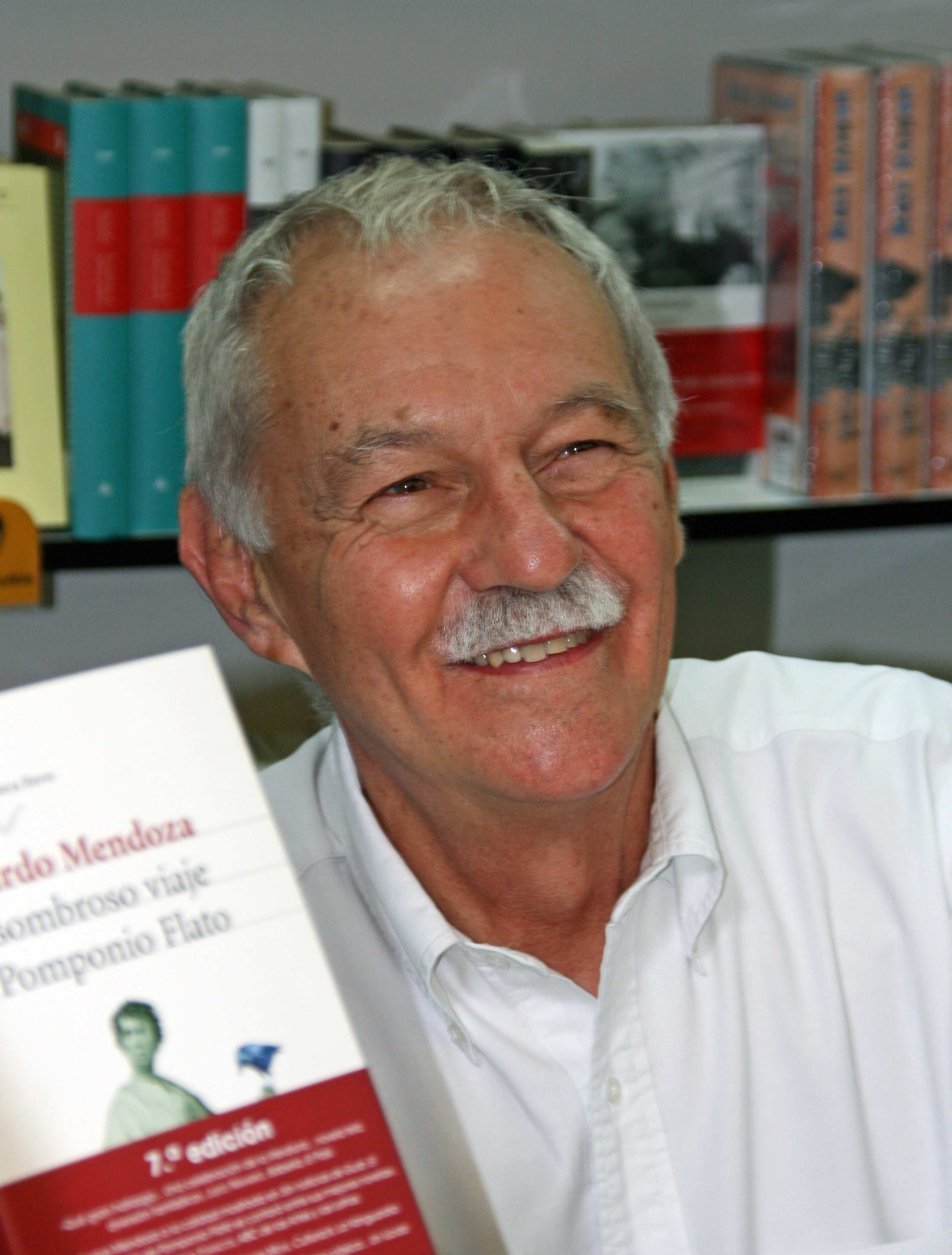
El autor en 2008

Al igual que en las novelas anteriores, la acción comienza cuando el protagonista de la trama, cuyo verdadero nombre no se llega a conocer, abandona el asilo en el que está encerrado desde hace décadas. El viaje parece sin retorno, pues el lugar se va a vender para convertirlo en solar edificable. 
El protagonista acude a la cercana Barcelona de finales de los años 1990 a pedir ayuda a su hermana Cándida, a la que encuentra casada. Su marido, Viriato, le ofrece trabajar en el tocador de señoras, establecimiento dedicado fundamentalmente a la peluquería, y que el héroe de la historia regenta de una forma muy particular.
Cuando su vida parece estable, se ve involucrado en el robo de unos documentos de una empresa, El Caco Español, S. L., y finalmente en el asesinato del presidente de dicha empresa, del cual es el principal sospechoso. En acción entran dos mujeres llamadas Ivet, un chofer miope negro, Magnolio, la alta alcurnia y el alcalde de Barcelona y varios personajes estrafalarios más. Ante estas circunstancias, el protagonista debe poner todo su empeño en demostrar su inocencia.